# Antoine Basbous
Antoine Basbous (Al `Ālī, 15 marzo 1953) è un politologo libanese.

## Biografia
Trasferitosi in Francia, specialista del mondo arabo, dell'islam e del terrorismo islamista, è fondatore e direttore a Parigi dal 1992 dell'Observatoire des Pays Arabes, un'agenzia di consulenza specializzata in Africa del Nord, Vicino Oriente e mondo islamico.
Dopo aver studiato Diritto e Letteratura francese in Libano, si è trasferito in Francia, dove ha conseguito un dottorato in  Scienze politiche ed un DEA su Informazione e comunicazione.
Dal 1975 al 1987 ha esercitato l'attività di giornalista prima a Beirut quindi a Parigi dove ha lavorato sulla questione libanese.

## Opere
- Guerres secrètes au Liban, Parigi, Editions Gallimard, 1987
- L'Islamisme, une révolution avortée?, Parigi, Editions Hachette, 2000
- L'Arabie saoudite en question, du wahhabisme à Bin Laden, Editions Perrin, 2002.